# サンフアン市長
サンフアン市長は、プエルトリコの都市サンフアンの首長である。

## 一覧
| 在任期間        | 氏名                                   | 所属政党         |
| --------------- | -------------------------------------- | ---------------- |
| 1879年 - 1881年 | ホセ・ラモン・ベセラ・イ・デ・ガレテ   | 自由改革党       |
| 1897年          | ホセ・マリア・マルフアチ               | 自由改革党       |
| 1898年          | フランシスコ・デル・バレ・アティーレス | Partido Ortodoxo |
| 1899年          | ルイス・サンチェス・モラレス           | Partido Ortodoxo |
| 1899年 - 1900年 | R・M・ブランチフォード                 |                  |
| 1900年          | マヌエル・エゴスケ・シントロン         | 共和党           |
| 1900年 - 1901年 | ホセ・マリア・マルフアチ               | 共和党           |
| 1901年 - 1903年 | マヌエル・エゴスケ・シントロン         | 共和党           |
| 1903年          | ホセ・R・ラティマー                    |                  |
| 1903年 - 1907年 | ロベルト・H・トッド・ウェルズ          | 共和党           |
| 1907年 - 1910年 | フランシスコ・デル・バレ・アティーレス | Partido Ortodoxo |
| 1911年 - 1920年 | ロベルト・H・トッド・ウェルズ          | 共和党           |
| 1921年 - 1923年 | マーティン・トラヴィエゾ・ジュニア     | 連合党           |
| 1923年 - 1924年 | ラファエル・ディーツ・デ・アンディーノ | 連合党           |
| 1925年 - 1931年 | ロベルト・H・トッド・ウェルズ          | 共和党           |
| 1931年 - 1936年 | ヘスス・ベニテス・カスターニョ         | 民主人民党       |
| 1936年          | フエルテ・パガン・ルッカ               | 民主人民党       |
| 1937年 - 1939年 | カルロス・M・デ・カストロ              | 共和党           |
| 1939年 - 1941年 | フェルナンド・J・ガイゲル              | 共和党           |
| 1941年 - 1945年 | ゴンサロ・ディアゴ                     | 共和党           |
| 1945年 - 1946年 | ロベルト・サンチェス・ビエラ           | 民主人民党       |
| 1947年 - 1968年 | フェリーザ・リンコン・デ・ゴーティエ   | 民主人民党       |
| 1969年 - 1976年 | カルロス・ロメロ・バルセロ             | 新進歩党         |
| 1977年          | カルロス・S・キロス                    | 新進歩党         |
| 1977年 - 1984年 | エルナン・パディーリャ・ラミレス       | 新進歩党         |
| 1985年 - 1988年 | バルタサール・コラーダ・デル・リオ     | 新進歩党         |
| 1989年 - 1996年 | ヘクター・ルイス・アセベド             | 民主人民党       |
| 1997年 - 2000年 | シーラ・マリア・カルデロン             | 民主人民党       |
| 2001年 - 2012年 | ホルヘ・サンティーニ                   | 新進歩党         |
| 2013年 - 2021年 | カルメン・ユーリン・クルス             | 民主人民党       |
| 2021年 -        | ミゲル・ロメロ                         | 新進歩党         |

## 参考資料
1. ↑  “Alcaldes de San Juan, Puerto Rico” (Spanish).   Searching for our roots (2004年). 2007年6月2日時点のオリジナルよりアーカイブ。2007年6月24日閲覧。